# 馬場英雄
馬場 英雄（ばば ひでお）は、日本のゲームクリエイター。かつてはバンダイナムコエンターテインメントのプロデューサーを務め、主に『テイルズ オブ シリーズ』を手掛けていた。また、株式会社スタジオイストリアの代表取締役に就任していた。

## 経歴
当初は映像業界での仕事をしていたが、その後ダメ元でナムコ（後のバンダイナムコエンターテインメント）に応募し2001年にキャリア採用で入社。RPGの制作を希望していたが「鉄拳」のチームに配属され、2002年ごろに『デス バイ ディグリーズ』の企画にかかわる。同作品の海外版の作業が一段落した2004年ごろ、『テイルズ オブ シリーズ』の人員募集の打診を受け、『テイルズ オブ ジ アビス』にヘルプでかかわり、映像の制作などを行う。そのような中で、同シリーズのプロデューサー吉積信に新たな企画を考えて欲しいという話を持ちかけられる。当時、過去のゲームを現代のものに合わせたゲーム性でリメイクするという流れがあったことから、1997年に発売された『テイルズ オブ デスティニー』のリメイクを行うことになり、これが『テイルズ オブ シリーズ』への本格的なかかわりとなる。
2007年のニンテンドーDS用ソフト『テイルズ オブ イノセンス』以降『テイルズ オブ シリーズ』のブランドマネージャー兼プロデューサーを務める。2016年には『テイルズ オブ シリーズ』IP総合プロデューサーとしてゲーム開発の監督やIPプロデューサーを担当し、プロデューサー業は深谷泰宏が引き継いでいる。
2016年10月にスクウェア・エニックスに入社。2017年2月、スクウェア・エニックス・ホールディングスが同年1月に発足した株式会社スタジオイストリアの代表取締役となる。
2018年12月末にスタジオイストリアの代表取締役を退任、また2019年3月末にはスクウェア・エニックスを退社。

## 人物
テイルズ オブ シリーズでは戦闘システムについてプログラマーの有働龍郎と試行錯誤しており、物語やキャラクター表現といったシリーズの魅力を守りつつ、戦闘の新たな部分に踏み込むことを意識している。
欧州版『テイルズ オブ グレイセス エフ』の海外メディアインタビューにて「JRPGはチームにとって最高のゲームジャンルで、私達はスカイリムのようなオープンワールドのゲームを作成するつもりはない」と語っている。

## 製作に関わった作品

### ゲーム
- デス バイ ディグリーズ（2005年1月27日、PS2）プロダクションマネージャー
- テイルズ オブ ジ アビス（2005年12月15日、PS2）スペシャルサンクス
- テイルズ オブ ザ テンペスト（2006年10月26日、DS）スペシャルサンクス
- テイルズ オブ デスティニー（2006年11月30日、PS2）ディレクター
- テイルズ オブ デスティニー2（2007年2月15日、PSP）スペシャルサンクス
- テイルズ オブ イノセンス（2007年12月6日、DS）プロデューサー
- テイルズ オブ デスティニー ディレクターズカット（2008年1月31日、PS2）プロデューサー
- テイルズ オブ リバース（2008年3月19日、PSP）プロデューサー
- テイルズ オブ シンフォニア -ラタトスクの騎士-（2008年6月26日、Wii）統括プロデューサー
- テイルズ オブ ヴェスペリア（2008年8月7日、Xbox 360）ブランドマネージャー
- トラスティベル 〜ショパンの夢〜 ルプリーズ（2008年9月18日、PS3）プロデューサー
- テイルズ オブ ハーツ（2008年12月18日、DS）プロデューサー
- テイルズ オブ ザ ワールド レディアント マイソロジー2（2009年1月29日、PSP）プロデューサー
- テイルズ オブ バーサス（2009年8月6日、PSP）プロデューサー
- テイルズ オブ ヴェスペリア（2009年9月17日、PS3）ブランドマネージャー
- ブルードラゴン 異界の巨獣（2009年10月8日、DS）プロデューサー
- テイルズ オブ グレイセス（2009年12月10日、Wii）プロデューサー
- テイルズ オブ ファンタジア なりきりダンジョンX（2010年8月5日、PSP）スペシャルサンクス
- テイルズ オブ グレイセス エフ（2010年12月2日、PS3）プロデューサー
- テイルズ オブ ザ ワールド レディアント マイソロジー3（2011年2月10日、PSP）スペシャルサンクス
- テイルズ オブ エクシリア（2011年9月8日、PS3）プロデューサー
- テイルズ オブ イノセンス R（2012年1月26日、PS Vita）スペシャルサンクス
- テイルズ オブ ザ ヒーローズ ツインブレイヴ（2012年2月23日、PSP）スペシャルサンクス
- テイルズ オブ エクシリア2（2012年11月1日、PS3）プロデューサー
- テイルズ オブ ハーツ R（2013年3月7日、PS Vita）スペシャルサンクス
- テイルズ オブ シンフォニア ユニゾナントパック（2013年10月10日、PS3）プロデューサー
- テイルズ オブ ザ ワールド レーヴ ユナイティア（2014年10月23日、3DS）プロデューサー
- テイルズ オブ ゼスティリア（2015年1月22日、PS3 / PS4 / Windows）プロデューサー
- テイルズ オブ ベルセリア（2016年8月18日、PS3 / PS4 / Windows）『テイルズ オブ シリーズ』IP総合プロデューサー
- Project Prelude Rune（開発中止、PS4）

### アニメ
- ているず おぶ 劇場（2012年）スペシャルサンクス
- テイルズ オブ ゼスティリア 〜導師の夜明け〜（2014年）プロデューサー
- テイルズ オブ ゼスティリア ザ クロス（2016年）スーパーバイザー（第1期のみ）